# Christoph Ludwig Schwarzenau

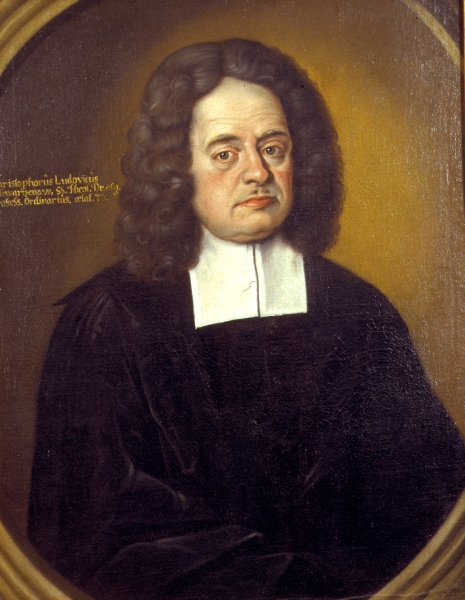
Christoph Ludwig Schwarzenau in der Gießener Professorengalerie

Christoph Ludwig Schwarzenau (* 4. Juni 1647 in Alsfeld; † 10. Dezember 1722 in Gießen) war ein deutscher lutherischer Theologe.

## Leben
Der Sohn des Rektors und späteren Predigers Andreas Schwarzenau und dessen Frau Susanne Tonsor besuchte die Schule seiner Heimatstadt und das Pädagogium in Darmstadt. 1664 widmete er sich einem Studium der Theologie an der Universität Gießen, wo er am 13. Oktober 1667 den akademischen Grad eines Magisters der Philosophie erwarb. 1668 wechselte er an die Universität Leipzig, wo er die Vorlesungen von Hieronymus Kromayer, Johann Adam Schertzer, Elias Siegesmund Reinhard, Christian Thomasius und Friedrich Rappolt besuchte.
1671 erlangte er in Gießen das Recht philosophische und philologische Vorlesungen zu halten. 1673 wurde er Inspektor des Konvents Itter, Prediger in Vöhl und Hofprediger bei dem paragierten Landgrafen Georg III. von Hessen-Darmstadt zu Itter. Am 26. Mai 1685 erlangte er das Lizentiat der Theologie und am 7. September 1686 wurde er in Gießen zum Doktor der Theologie promoviert. Nachdem ein Begehren als Professor der orientalischen Sprachen in Gießen fehlschlug, wechselte er 1695 er als Dozent an die Universität Marburg. Am 10. September 1715 wurde er zum ordentlichen Professor der Theologie an der Universität Gießen berufen, welches Amt er am 9. Juni 1716 antrat und bis zu seinem Tode innehatte.
Am 27. Mai 1673 heiratete er Anna Rebecka († 1. Dezember 1700 in Marburg), die Tochter des schwedischen und späteren hessisch-darmstädtischen Oberstleutnants Hans von Berghöfer. Aus der Ehe gingen drei Söhne und sechs Töchter hervor, wovon zwei Söhne und vier Töchter den Vater überlebten. Von den Kindern kennt man: Freiherr Kilian von Schwarzenau (* 1687; † 17. November 1764 in Gießen) wurde 1710 in Marburg Doktor der Rechte, war hessisch-darmstädtischer Geheimrat und Kanzler, sowie Kurator der Universität Gießen und Johann Matthias von Schwarzenau (* 2. September 1693 in Vöhl; † Wiesbaden).

## Werke
Schwarzenau schrieb eine Reihe dogmatischer Abhandlungen, daneben arbeitete er auch auf dem Gebiet der Kirchengeschichte und beschäftigte sich mit Thomas von Aquin. Außerdem veröffentlichte er mehrere Gelegenheitspredigten, die nicht ohne Wert für die hessisch-kirchlichen Zustände waren.
- Meditatio in Thomam Aquinatem de vero et falso, bono et malo. Gießen 1667
- Thesiologia philo-theoäophica. Gießen 1671
- Angelographia thetica. Gießen 1671
- Judicium Lutherano-elenchticum in Jo. Breuningii, Moeno. Francof. Scholastici, judicium poenitiale ante judicium finale. Darmstadt 1672
- Dialexiologia theosophica s. distinctiones scholastico-orthodoxae fidei salvif. def. Frankfurt am Main 1673
- Catechismus-Examen, so er in den ihm anvertrauten Kirchen tractirt. 1676
- Das schlecht gegründete Pabsthum, auch abgenommene und umgekehrte Davids-Schleuder. Corbach 1680
- Orthodoxa Theologia in doctrinales Augustanae Confessionis articnlos.. . . 1682
- Diss. inaug. in arduum istud oraculum 1 Petr. 3, 18. 19. Gießen 1686
- Christliche Ehren-Wunsch- und Lehrpredigt über das Bartholomäus-Evangelium, als Ihro Gnaden, dem Wohlgebohrenen Herrn, Herrn Johann Matthias Kochen von und zu Gailbach, Pfand-Inhabern der Herschaft Emmersacker, de innern Raths zu Augsburg u.s.w. die sämmtlichen Unterthanen der Herrschaft Itter vorigen Tags die Kauf-Huldigungspflichten geleistet und abgelegt hatten, gehalten zu Boele am 24sten August 1692. Corbach 1692
- Systema Theologiae thetico-acroamaticae dialexialogicum in divinae gloriae promotionem ao orthodoxias defensionem. Frankfurt am Main 1693
- Abgenöthigte christliche Verantwortung wider C. Democritum, darin erwiesen wird, daß derselbe ein falscher Christ und Epicuräer sei.... 1698
- Theologiae didactico – asceticae Disputatio I et II. Archontologiam, aut doctrinam de Sacra Scriptura, tanquam adaeguato fidei morumque principio propon. Marburg 1706
- Succincta positivo-sacra symbolica Theologia. Gießen 1716
- Disputatio de Sacra Scriptura. Gießen 1716
- Cursus theologicus, universam in una thesi theologiam exhibens, variis disputationibus. Gießen 1717
- Enchiridion Socianismi, constricta methodo comportati so-ite puriter ac succinctae confutati, dilatando illucidandum atque disputando ventilandum in collegiis. Gießen und Frankfurt 1720
- Catholica commentatio in VII catholicas Epistolas Jacobi, Petri, Jdhannis, Judae. Frankfurt 1722
- Untertänigste Pflicht und Schuldigkeit; eine Predigt über Ps. 20… 17 …
- Früh aufgestandener Hessischer Löwe, eine Predigt über 4 Buch Mas. 23, 24 … 17